# Západočeský krajský přebor 1965/1966
V soubojích Západočeského krajského přeboru 1965/66 (jedna ze skupin 4. nejvyšší fotbalové soutěže) se utkalo 14 týmů dvoukolovým systémem podzim – jaro. Tento ročník skončil v červnu 1966. 

## Výsledná tabulka
Zdroj: 
| Poř. | Tým                            | Z  | V  | R | P  | VG | OG | B  |
| ---- | ------------------------------ | -- | -- | - | -- | -- | -- | -- |
| 1.   | RH Ostrov (N)                  | 26 | 17 | 4 | 5  | 65 | 25 | 38 |
| 2.   | TJ Stará Role (N)              | 26 | 15 | 5 | 6  | 54 | 30 | 35 |
| 3.   | TJ Mariánské Lázně             | 26 | 13 | 8 | 5  | 31 | 16 | 34 |
| 4.   | TJ Dynamo Kynšperk             | 26 | 13 | 4 | 9  | 49 | 43 | 30 |
| 5.   | TJ Škoda Plzeň „B“             | 26 | 12 | 5 | 9  | 44 | 40 | 29 |
| 6.   | TJ Sušice (N)                  | 26 | 13 | 2 | 11 | 48 | 38 | 28 |
| 7.   | TJ Slavia Karlovy Vary „B“ (N) | 26 | 11 | 6 | 9  | 47 | 39 | 28 |
| 8.   | TJ Slavoj Přeštice             | 26 | 10 | 7 | 9  | 47 | 36 | 27 |
| 9.   | TJ Baník Svatava (N)           | 26 | 8  | 9 | 9  | 39 | 52 | 27 |
| 10.  | TJ Klatovy (N)                 | 26 | 9  | 5 | 12 | 46 | 51 | 23 |
| 11.  | TJ Lokomotiva Cheb             | 26 | 7  | 8 | 11 | 33 | 39 | 22 |
| 12.  | TJ Spartak Chodov              | 26 | 7  | 6 | 13 | 36 | 55 | 20 |
| 13.  | SK Nepomuk (N)                 | 26 | 5  | 4 | 17 | 38 | 73 | 14 |
| 14.  | TJ Baník Líně                  | 26 | 5  | 4 | 17 | 35 | 74 | 14 |

Poznámky:
- Z = Odehrané zápasy; V = Vítězství; R = Remízy; P = Prohry; VG = Vstřelené góly; OG = Obdržené góly; B = Body; (S) = Mužstvo sestoupivší z vyšší soutěže; (N) = Mužstvo postoupivší z nižší soutěže (nováček)

|  | Postup do Divize A 1966/67             |
|  | Sestup do příslušné I. A třídy 1966/67 |